# Civette indienne
Viverricula indica
Genre
Synonymes
- Viverrula Hodgson, 1842

Espèce
Répartition géographique
Statut CITES
Synonymes
- Civetta indica Saint-Hilaire, 1803 (Protonyme)

Statut de conservation UICN

 LC  : Préoccupation mineure
La Civette indienne (Viverricula indica) également désignée sous les noms de Civette rasse ou encore celui de Petite civette de l’Inde, en opposition au Zibeth, est une espèce de mammifère carnivore de la famille des viverridés. Il s’agit de la seule espèce du genre Viverricula.
Elle est classée comme préoccupation mineure sur la Liste rouge de l'UICN en raison de sa large répartition géographique, de sa capacité d’adaptation à divers habitats et de la bonne santé de ses populations, y compris dans des zones agricoles et autres habitats anthropisés de nombreux pays de son aire de répartition.

## Taxonomie et évolution
Civetta indica est le nom scientifique donné à l’espèce par Étienne Geoffroy Saint-Hilaire en 1803, lorsqu’il décrivit une peau de petite civette indienne provenant d’Inde et conservée dans les collections du Muséum national d’histoire naturelle de Paris.
Viverricula est le nom générique introduit par Brian Houghton Hodgson en 1838 lorsqu’il décrivit de nouveaux genres et espèces de mammifères collectés au Népal.
Aux XIXe et XXe siècles, les noms scientifiques suivants ont été proposés :
- Viverra rasse par Thomas Horsfield en 1824, d’après un spécimen zoologique collecté à Java[7]. Il fut ensuite considéré comme une variété de Viverricula indica[8].
- Viverra pallida par John Edward Gray en 1831, à partir d’une peau pâle de civette provenant d’un lieu imprécis en Chine[9].
- Viverra bengalensis par Gray et Thomas Hardwicke en 1832, mentionné dans la légende d’un dessin colorié d’une civette[10].
- Viverra schlegelii par Francis P. L. Pollen en 1866, d’après une petite civette indienne collectée dans le département malgache de Mayotte[11],[12].
- Viverricula malaccensis deserti par J. Lewis Bonhote en 1898, à partir d’un spécimen collecté près de Sambhar, au Rajasthan[13].
- Viverricula malaccensis thai par Cecil Boden Kloss en 1919, à partir d’un spécimen femelle collecté en Thaïlande centrale[14].
- Viverricula malaccensis atchinensis par Henri Jacob Victor Sody en 1931, à partir d’un spécimen mâle collecté à Aceh, dans le nord de Sumatra[15].
- Viverricula malaccensis baliensis par Sody en 1931, à partir d’un spécimen mâle de Bali[15].
- Viverricula malaccensis muriavensis également par Sody en 1931, à partir d’un spécimen mâle collecté près de Kering, au nord du Gunung Myria dans le Java central[15].
- Viverricula indica mayori par Reginald Innes Pocock en 1933, à partir d’une peau de civette de Maha Oya, issue d’une collection de peaux et de crânes de civettes du Sri Lanka[16].
- Viverricula indica baptistæ également par Pocock en 1933, à partir d’une peau de civette de Hasimara dans les Dooars du Bhoutan, légèrement différente en couleur des spécimens collectés au Bengale et en Assam[16].
- Viverricula indica wellsi par Pocock en 1933, à partir d’une peau de civette richement teintée, provenant du district de Kangra, au nord-ouest de l’Inde[16].
- V. indica klossi par Pocock en 1933, à partir d’une peau brun foncé d’une femelle adulte originaire de Penang dans la péninsule Malaise[16].

Pocock les a toutes regroupées en tant que sous-espèces de Viverricula indica lorsqu’il a réexaminé les peaux et les crânes conservés au Natural History Museum de Londres.
Les sous-espèces suivantes étaient considérées comme des taxons valides en 2005 :
- V. i. indica — la sous-espèce nominale serait présente dans le sud de l’Inde, depuis les Ghats occidentaux jusqu’aux Ghats orientaux et jusqu’au lac Chilka sur la côte est[18],[19]
- V. i. schlegelii — à Madagascar[12]
- V. i. deserti — au Rajasthan[16],[19]
- V. i. wellsi — au Pendjab, dans la division de Kumaon et les Provinces unies d’Inde britannique[16],[18],[19]
- V. i. baptistæ — au Bhoutan et en Assam[16],[19]
- V. i. thai — en Birmanie, Thaïlande et Indochine[16],[18],[19]
- V. i. klossi — au sud de la Birmanie et dans la péninsule Malaise[16]
- V. i. mayori — au Sri Lanka[16],[18],[19]
- V. i. pallida — dans le sud de la Chine[16],[19]
- V. i. atchinensis — à Sumatra[15]
- V. i. baliensis — à Bali[15]
- V. i. muriavensis — à Java[15]

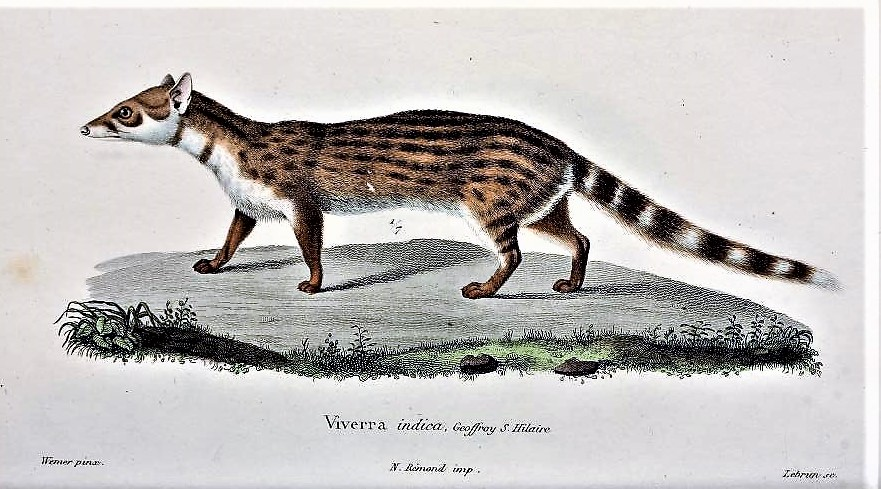
Viverricula indica
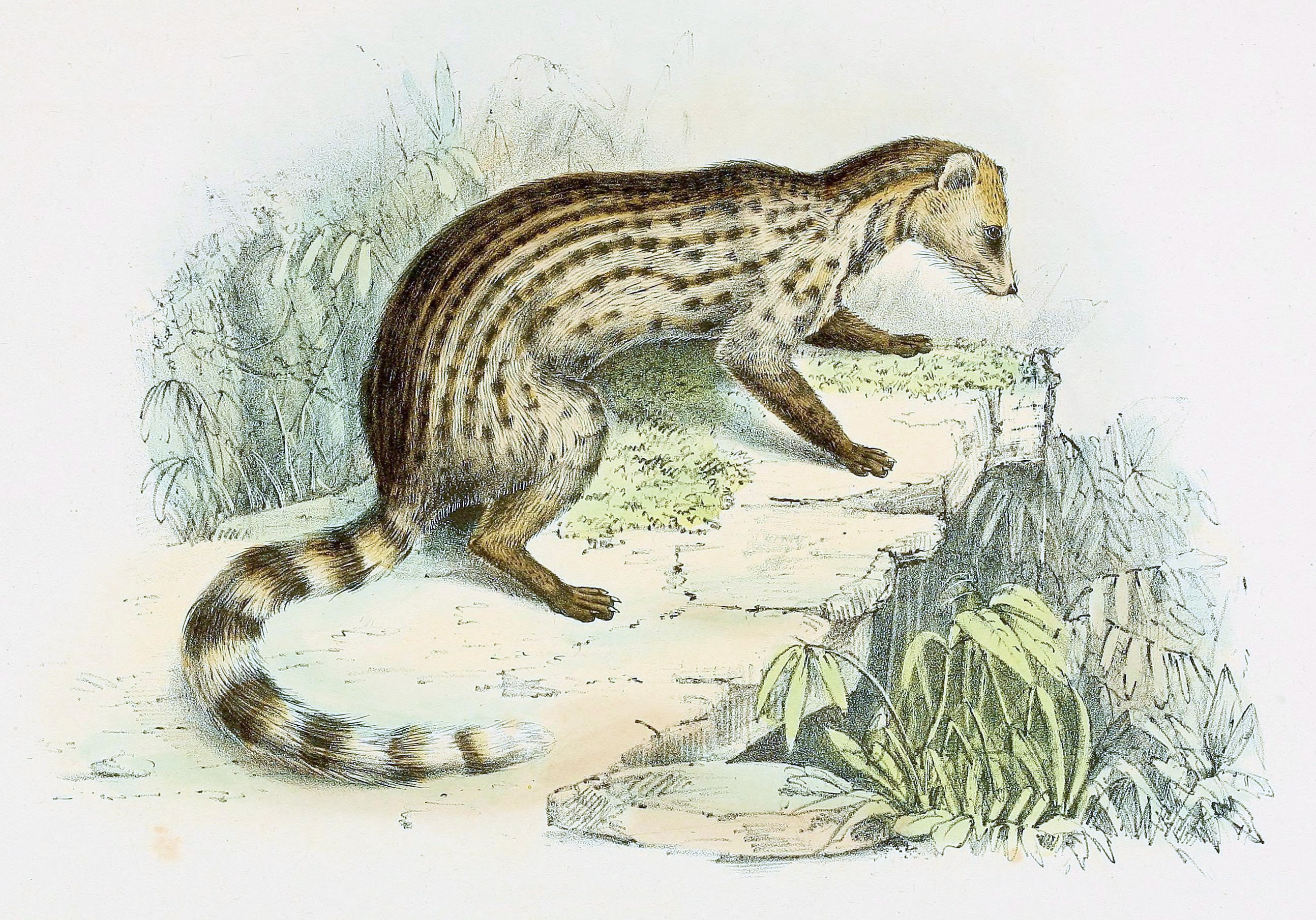
Viverra schlegelii (Viverricula indica schlegelii)
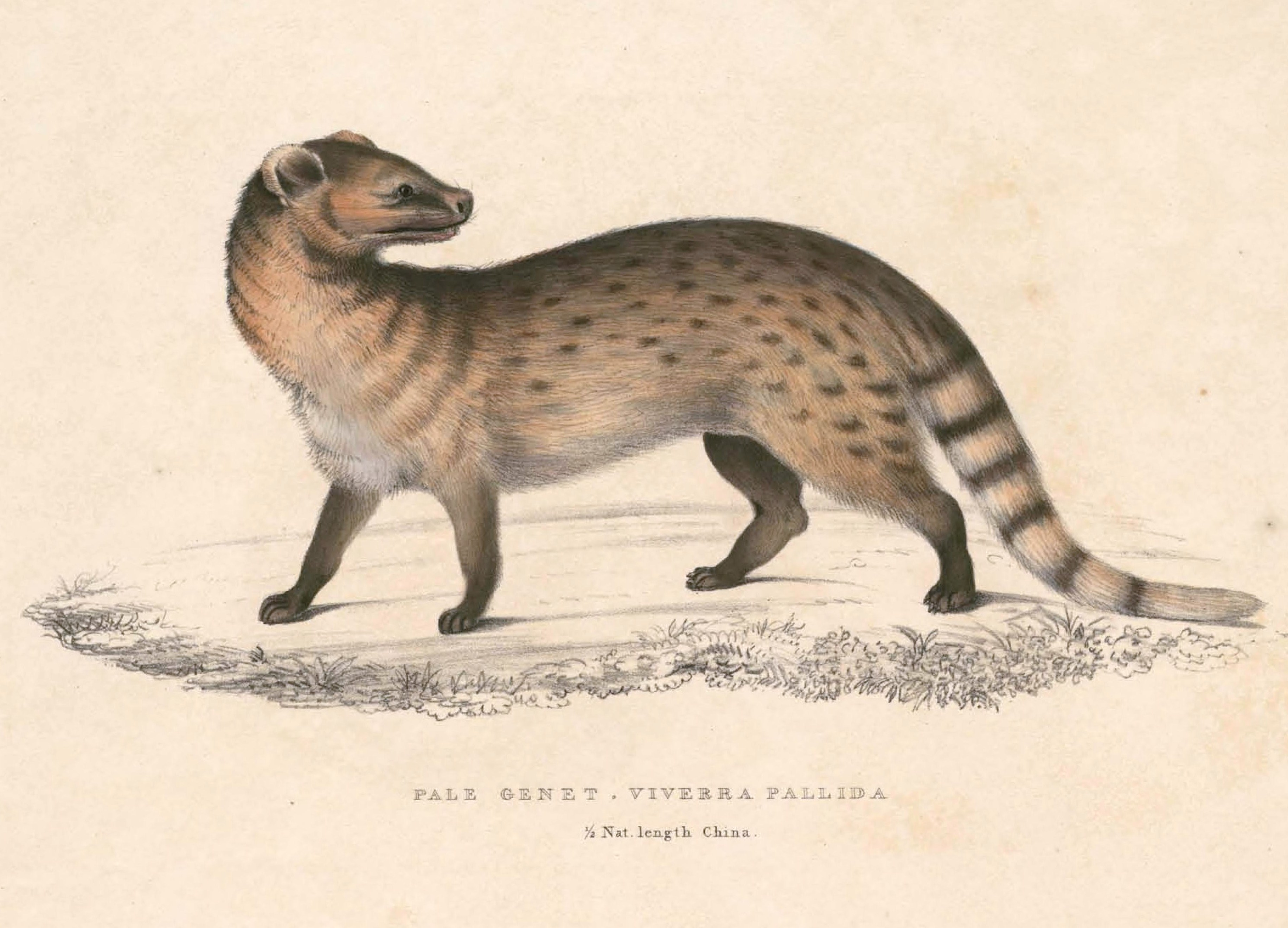
Viverra pallida (Viverricula indica pallida)
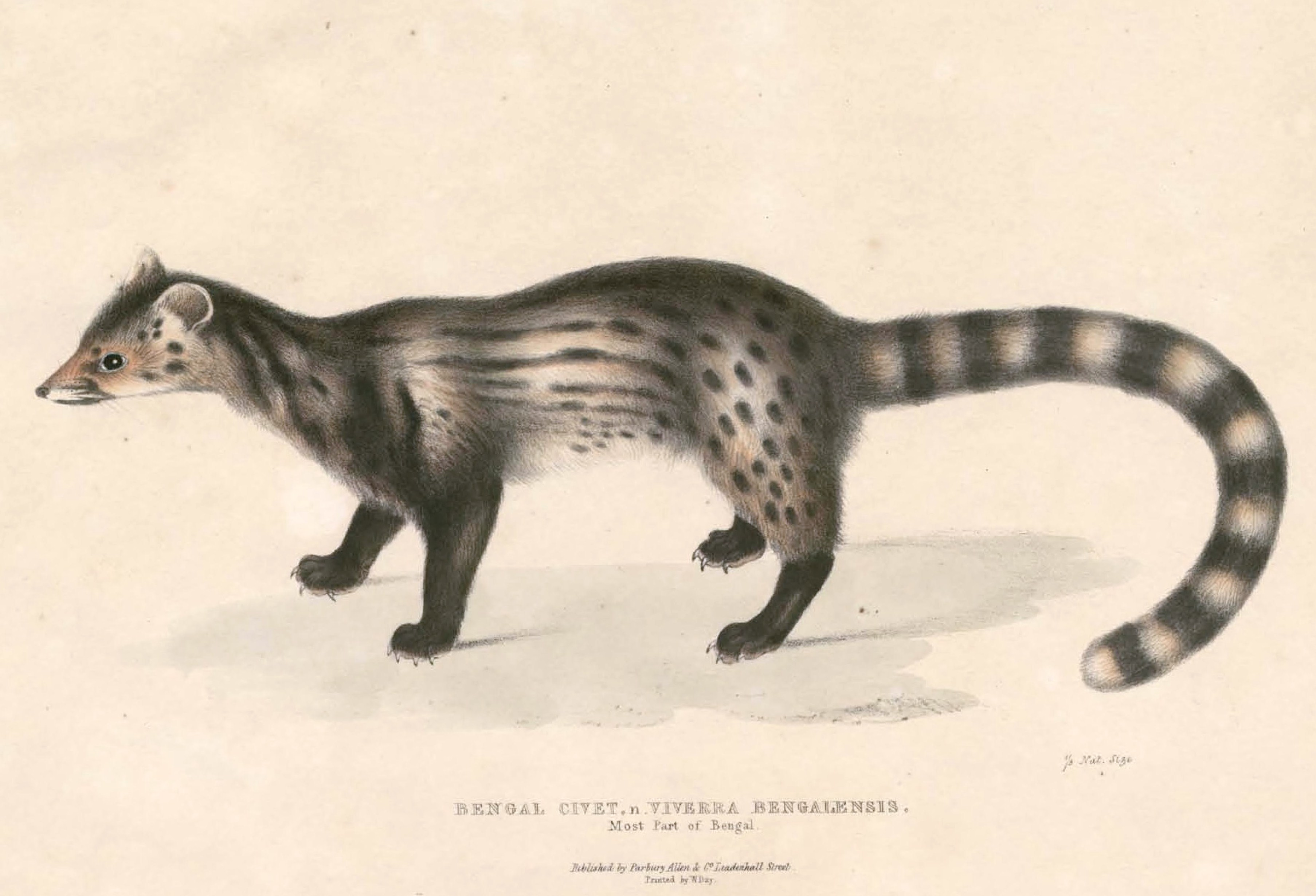
Viverra bengalensis (Viverricula indica baptistae)

### Phylogénie
Une étude phylogénétique a montré que la civette indienne est étroitement apparentée aux genres Civettictis et Viverra. Il a été estimé que le clade Civettictis–Viverra a divergé de Viverricula il y a environ 16,2 millions d’années. Les auteurs ont proposé de diviser la sous-famille des Viverrinae en deux groupes : les Genettinae comprenant Poiana et Genetta, et les Viverrinae au sens strict, comprenant Civettictis, Viverra et Viverricula.
|         | Civette africaine (Civettictis civetta) |
|         | |
| Viverra | \| \| Grande civette indienne (Viverra zibetha) \| \| \| \| \| \| Civette à grandes taches (Viverra megaspila) \| \| \| \| \| \| Civette malaise (Viverra tangalunga) \| \| \| \| |
|         | \| \| Grande civette indienne (Viverra zibetha) \| \| \| \| \| \| Civette à grandes taches (Viverra megaspila) \| \| \| \| \| \| Civette malaise (Viverra tangalunga) \| \| \| \| |
|         | Grande civette indienne (Viverra zibetha) |
|         | |
|         | Civette à grandes taches (Viverra megaspila) |
|         | |
|         | Civette malaise (Viverra tangalunga) |
|         | |

|  | Grande civette indienne (Viverra zibetha)    |
|  |                                              |
|  | Civette à grandes taches (Viverra megaspila) |
|  |                                              |
|  | Civette malaise (Viverra tangalunga)         |
|  |                                              |

|         | Civette africaine (Civettictis civetta) |
|         | |
| Viverra | \| \| Grande civette indienne (Viverra zibetha) \| \| \| \| \| \| Civette à grandes taches (Viverra megaspila) \| \| \| \| \| \| Civette malaise (Viverra tangalunga) \| \| \| \| |
|         | \| \| Grande civette indienne (Viverra zibetha) \| \| \| \| \| \| Civette à grandes taches (Viverra megaspila) \| \| \| \| \| \| Civette malaise (Viverra tangalunga) \| \| \| \| |
|         | Grande civette indienne (Viverra zibetha) |
|         | |
|         | Civette à grandes taches (Viverra megaspila) |
|         | |
|         | Civette malaise (Viverra tangalunga) |
|         | |

|  | Grande civette indienne (Viverra zibetha)    |
|  |                                              |
|  | Civette à grandes taches (Viverra megaspila) |
|  |                                              |
|  | Civette malaise (Viverra tangalunga)         |
|  |                                              |

|  | Genetta |
|  |         |
|  | Poiana  |
|  |         |

## Description
La civette indienne mesure une longueur tête-corps de  de 49 à 68 cm, pour un corps de 53 à 58 cm et une queue allant de 38 à 43 cm.
Le pelage est assez rêche. Sa teinte varie d’un gris brunâtre à brun jaunâtre plus ou moins pâle, orné généralement de plusieurs bandes longitudinales noires ou brunes sur le dos et de rangées de taches sur les flancs. Généralement, l’on distinguent cinq ou six bandes dorsales nettes et quatre ou cinq rangées de taches sur les flancs. Chez certains individus, les marques sont moins visibles, avec des bandes dorsales parfois absentes.
Deux bandes sombres partent habituellement de l’arrière de l’oreille jusqu’aux épaules, et une troisième bande transversale peut parfois traverser la gorge. Le sous-poil est d’une teinte brune ou grise, souvent grise sur le dessus du corps et brune sur le dessous. Les poils gris du dos sont souvent d’une teinte noirâtre à l’extrémité. La tête est grisâtre ou brun-gris, le menton souvent brun. Les oreilles sont courtes et arrondies, avec une marque sombre derrière chaque oreille et une autre devant chaque œil. Les pattes sont brunes ou noires. La queue, effilée, est annelée de sept à neuf bandes alternées noires et blanchâtres.

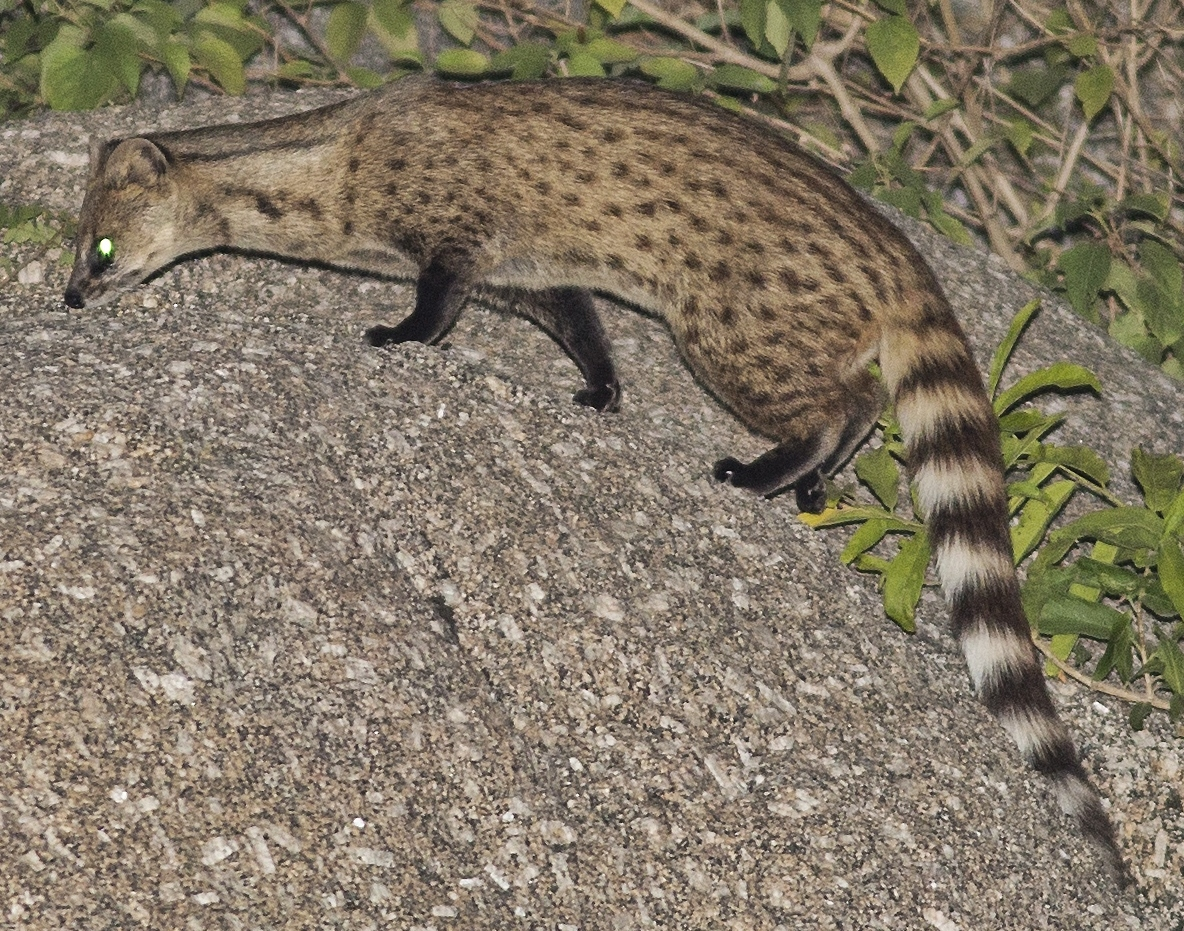
Au Ratanmahal sloth bear sanctuary en Inde.
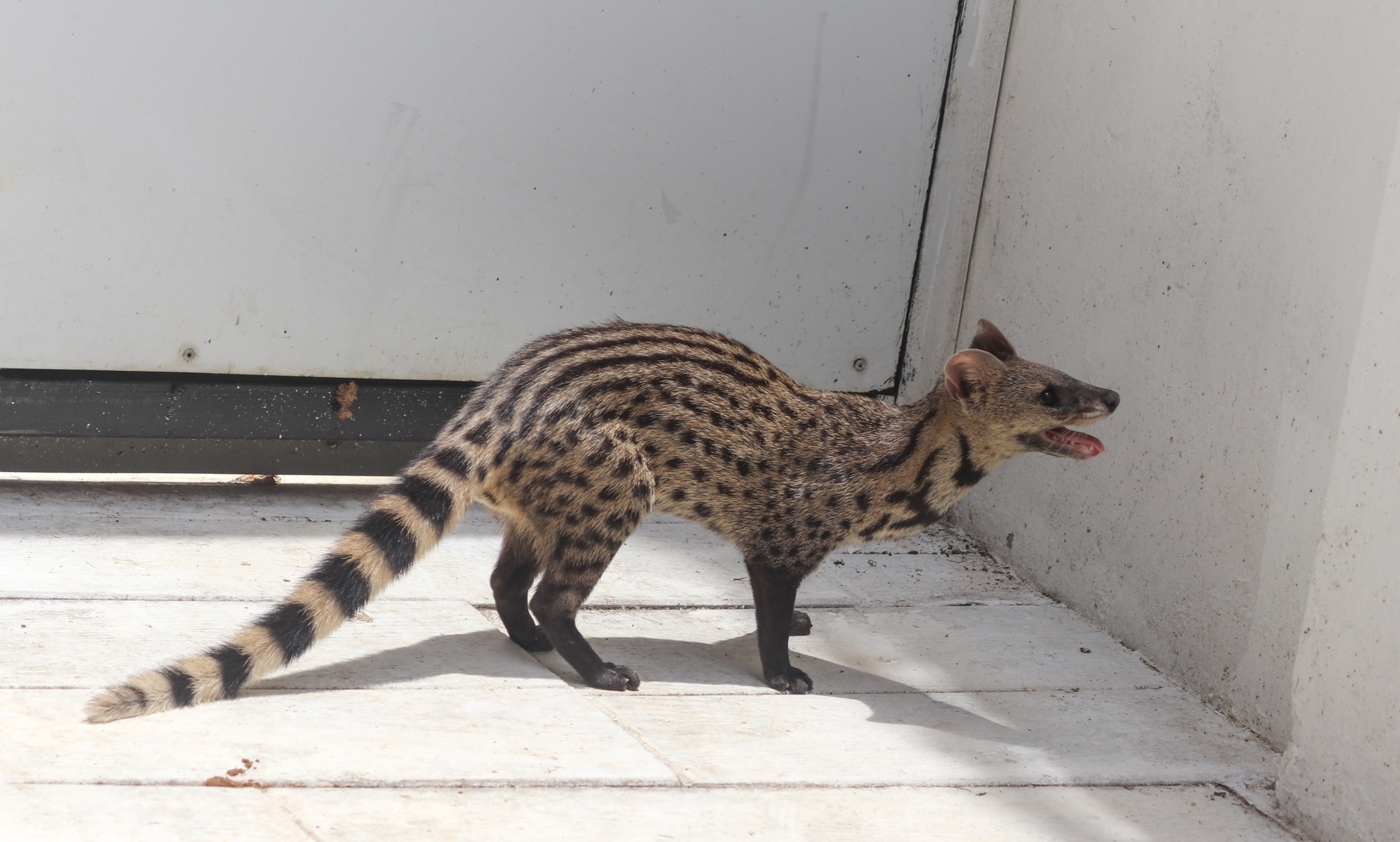
Au Sri Lanka
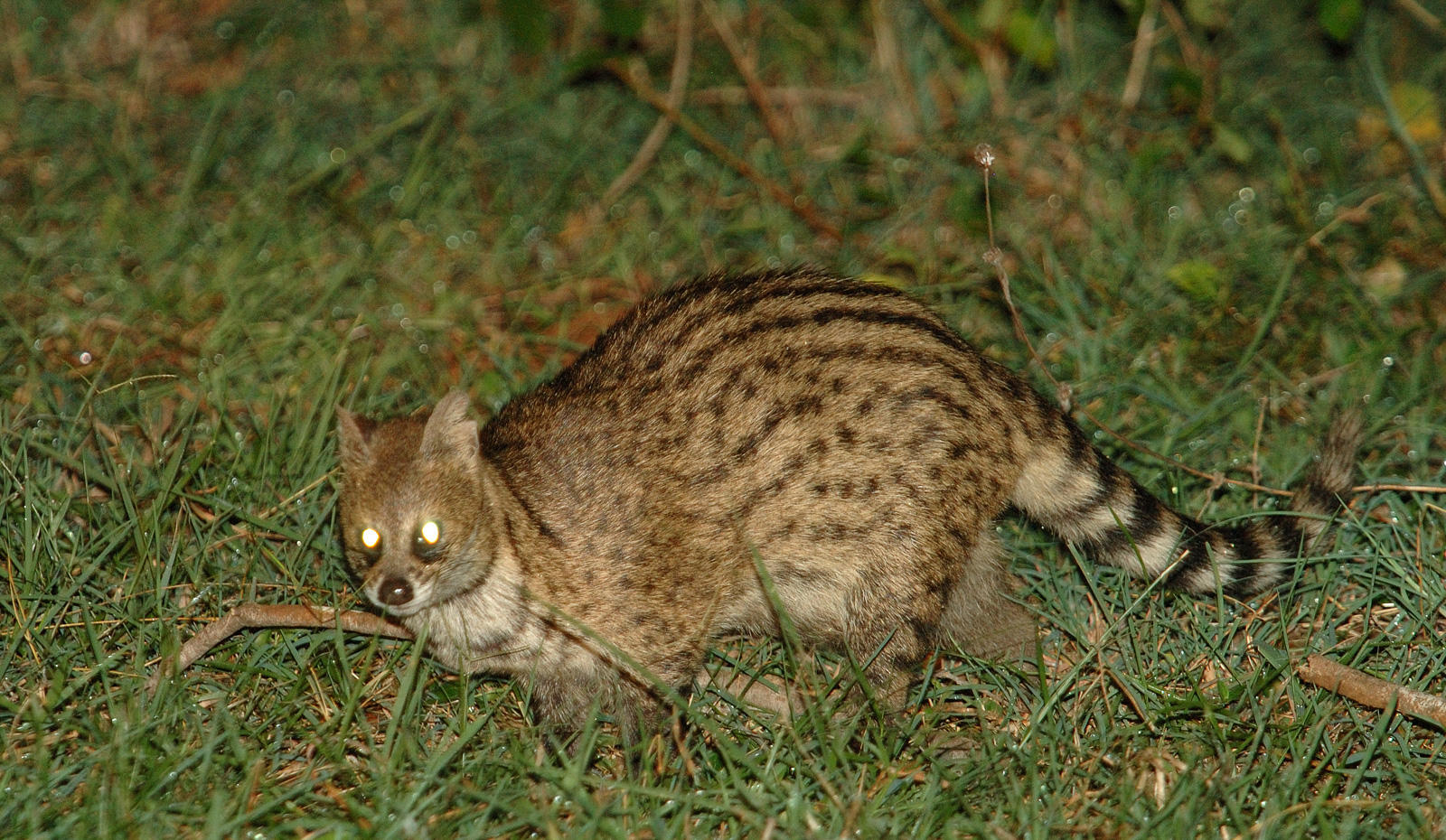
En Inde

## Répartition et habitat
La civette indienne est présente dans une grande partie de l’Asie du Sud et de l’Asie du Sud-Est continentale, ainsi que sur certaines îles d’Indonésie. Son aire de répartition naturelle s’étend du Sud de la Chine à travers le Népal, le Bhoutan, le Bangladesh, l’Inde (y compris le Sri Lanka) jusqu’à la Birmanie, la Thaïlande, le Laos, le Cambodge et le Vietnam. Elle est également présente à Taiwan.
Des populations insulaires sont connues à Java, à Bali, et peut-être dans d’autres parties de l’Indonésie. Sa présence est aussi suspectée ou marginalement signalée dans certaines zones de la péninsule Malaise.
En dehors de son aire naturelle, l’espèce a été introduite à Madagascar, où elle est maintenant bien établie. Elle a aussi été introduite aux Comores, notamment sur Anjouan.
La civette indienne occupe une variété d’habitats, des forêts tropicales humides aux paysages agricoles modifiés par l’Homme. Elle est fréquemment observée dans les zones rurales, les plantations, les bordures de villages et même à proximité des centres urbains. Elle évite toutefois les forêts denses et les habitats de haute altitude.

## Écologie et comportement

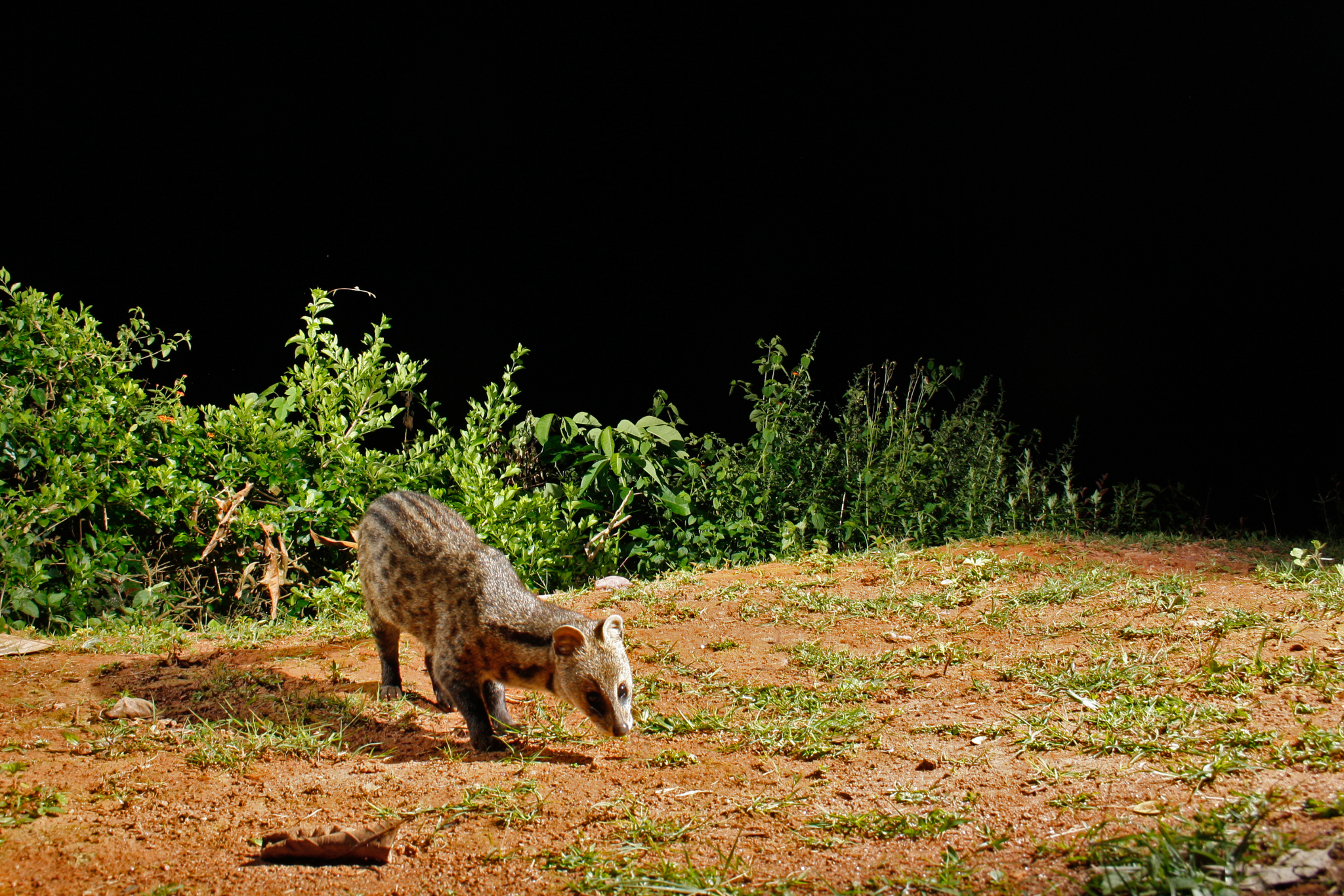
Traversée de nuit en Inde

La civette indienne est principalement nocturne, bien qu’elle puisse occasionnellement être active à l’aube ou au crépuscule. Elle est de nature solitaire et généralement discrète, utilisant les couverts végétaux denses pour se dissimuler. Elle se déplace principalement au sol, bien qu’elle soit aussi capable de grimper aux arbres si nécessaire.
Elle marque son territoire avec des sécrétions issues de ses glandes anales, notamment sur les rochers, les troncs ou les sentiers forestiers, comportement typique des viverridés.

### Régime alimentaire
La civette indienne est un carnivore opportuniste au régime alimentaire très varié. Elle consomme une grande diversité de petits vertébrés comme les rongeurs, les lézards, les oiseaux et les amphibiens. Elle se nourrit également d’invertébrés (arthropodes, mollusques) ainsi que de fruits, de graines et d'autres matières végétales.
Cette plasticité alimentaire lui permet de s’adapter à des environnements très variés, y compris les zones agricoles, les plantations, les villages, voire les zones périurbaines.

### Reproduction
Les civettes indiennes peuvent se reproduire tout au long de l’année, mais des pics de naissance ont été observés en début de mousson dans certaines régions. La gestation dure environ 60 à 70 jours, et les femelles mettent bas dans des terriers ou des abris naturels.
La taille des portées varie généralement de 2 à 5 petits. À la naissance, les petits sont aveugles et entièrement dépendants de leur mère, mais ils se développent rapidement. Le sevrage intervient autour de 1 mois, et l’indépendance complète est atteinte quelques mois plus tard.

### Autres liens externes
- Wildlife Institute of India : Small Indian civet   Viverricula indica Desmarest, 1817 (en)
- Photo de civette indienne